# Hortense Limouzin
Hortense Limouzin, née le 1er juillet 1998 à Paris, est une joueuse française de basket-ball. Elle évolue au poste de meneuse.

## Biographe
Elle commence le basket à l'âge de 6 ans dans le club de Denek Bat Urcuit, puis elle poursuit en 2011 à Anglet pendant cinq ans durant lesquels elle remporte un titre de Championne de France U18, tout en évoluant avec l'équipe première en Nationale 2. Elle intègre par la suite le centre de formation de Basket Landes où elle fait quelques apparitions avec l'équipe professionnelle, elle tourne à 1,8 point de moyenne pour sa première saison en tant que espoir et professionnel et puis la saison suivante elle tourne à 1,55 points de moyenne sur ses apparitions en LFB.
En été 2018, elle signe pour le club de Saint-Amand Hainaut Basket en tant que deuxième meneuse pour la saison 2018/2019.  
En 2019-2020, elle devient capitaine et meneuse titulaire. Elle marque 9 points pour 12 passes décisives contre le Nantes Rezé Basket à l'Open LFB 2019. Elle établit son record de points face à l'ASVEL où elle marque 17 points pour 6 passes décisives sur le parquet de Lyon. Elle met 10 points contre Charnay Basket et Basket Landes. Elle sert aussi 7 passes sur le parquet de Villeneuve-d'Ascq.
Après une belle saison avec le Hainaut (6,9 points, 5 rebonds, 4 passes décisives et 2,7 balles perdues pour 8,7 d'évaluation), elle signe pour la saison suivante avec Landerneau.
En septembre 2021, elle remporte la médaille d'or de la Nations League avec l'équipe de France 3x3 des moins de 23 ans.

## Équipes de France
Au championnat d'Europe 2015, elle est médaillée d'argent avec l'Équipe de France U18. En 2016, au championnat d'Europe U18, l'équipe de France emmenée par Alexia Chartereau gagne le championnat d'Europe en battant l'Espagne 74-44. Elle termine la compétition à 2,2 points de moyenne et un record de 10 points contre la Slovénie, elle rentre en moyenne 11,9 minutes par match. 
Avec l'Équipe de France U19, la France décroche la cinquième place aux championnats du monde, éliminée en quart de finale par les USA.   
Elle participe au championnat d'Europe avec l'Équipe de France U20 en 2017. La France obtient la quatrième place, devancée par la Russie pour le gain de la médaille de bronze. En 2018, la France y obtient la sixième place.
En 2018, elle est sélectionnée en Équipe de France A',.
Avec l'équipe de France féminine de basket-ball à trois, elle remporte la médaille d'argent lors des Jeux européens de 2023 à Cracovie.

## Palmarès
- Médaille d’argent au championnat d'Europe U18 2015[6].
- Médaille d’or au championnat d'Europe U18 2016[7].
- Médaille d’or de la Nations League 3x3 en U23[5].
- Médaille d’or à la Coupe du monde de basket-ball 3×3 2022[14].
- Médaille d'or à la Coupe d’Europe de basket-ball 3×3 2022
- Médaille d’argent à la Coupe du monde de basket-ball 3×3 2023
- Médaille d'argent aux Jeux européens de 2023